# كاسي براون
كاسي براون (بالإنجليزية: Cassie Brown)‏ (1919 - 1986)؛ روائية كندية.